# Adam Jerzy Czartoryski

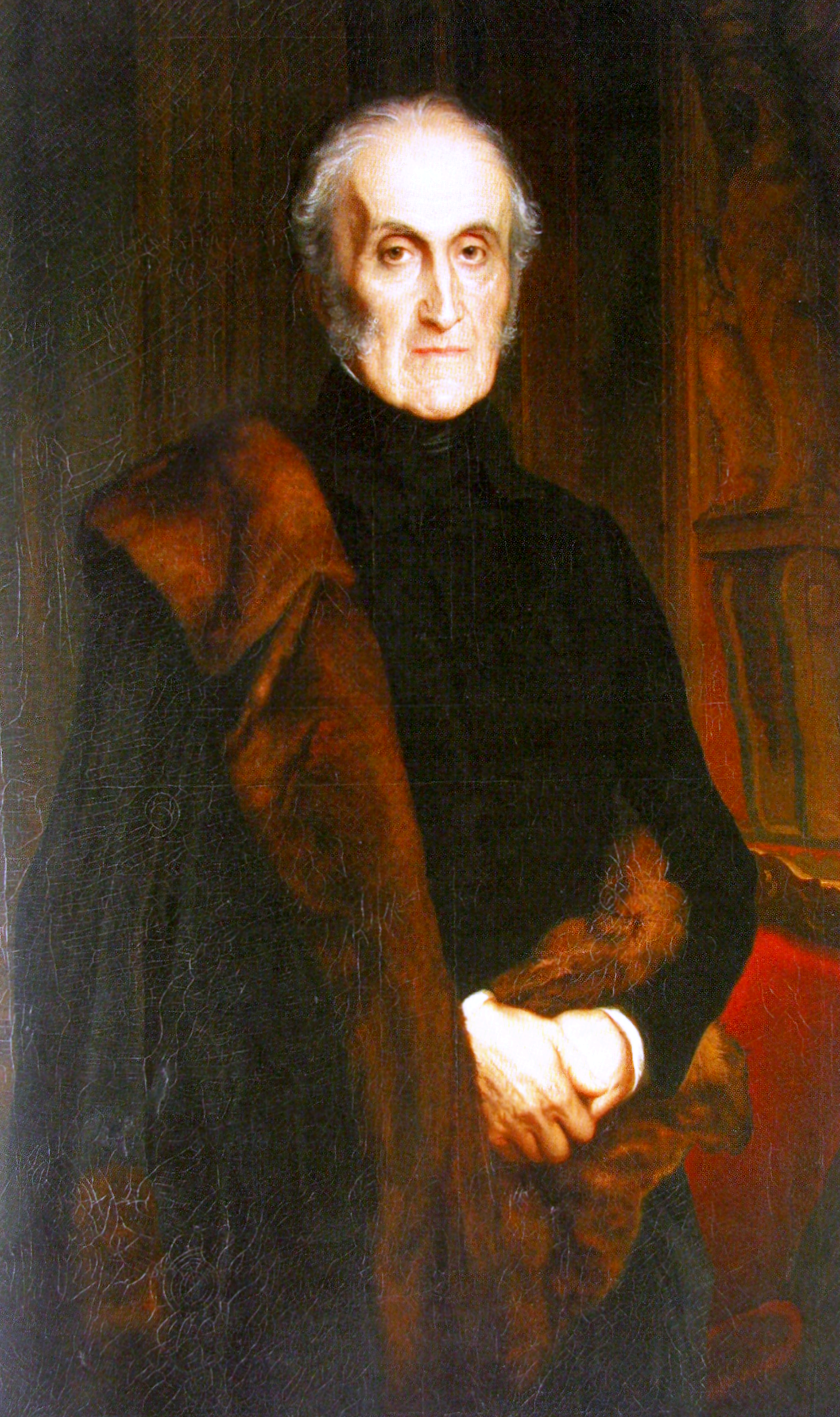
Adam Jerzy Czartoryski

Adam Jerzy Czartoryski (în lituaniană Аdomas Jurgis Čartoriskis, în rusă Адам Ежи Чарторыйский, în engleză Adam George Czartoryski, n. 14 ianuarie 1770 - d. 15 iulie 1861) a fost un aristocrat și om politic polono-lituanian.
După a treia împărțire a Poloniei (1795) s-a stabilit în Rusia, unde în 1804 - 1806 a îndeplinit funcția de ministru al afacerilor externe al Rusiei, contribuind la restabilirea statului polonez sub protectorat rusesc.
În acest sens, a condus gruparea naționalistă Związek Jedności Narodowej (Asociația Uniunii Naționale), care întreținea legături cu grupul naționalist condus de Ioan Cîmpineanu, care milita pentru autonomia Țării Românești față de protectoratul țarist și suzeranitatea otomană.
În timpul Revoltei din Noiembrie (1830-1831), ca șef al guvernului polonez, s-a împotrivit înarmării maselor populare.
După insurecția populară din 15 august 1831 din Varșovia, se refugiază la Paris, unde a condus reacțiunea poloneză din emigrație.
A avut o relație extraconjugală cu Louise de Baden (Elisabeta Alexeievna), soția împăratului Alexandru I al Rusiei.